# Kirstine Bille
Kirstine Bille (født 5. september 1960) er en dansk politiker fra partiet Socialistisk Folkeparti. Fra 1. januar 2010 til 31. december 2013 var hun borgmester i Syddjurs Kommune.

## Uddannelse og arbejde
Bille blev student fra Grenaa Gymnasium i 1979 og bachelor i engelsk sprog og litteratur fra Aarhus Universitet i 1985. Hun har arbejdet som fritids- og kulturmedarbejder i Dansk Flygtningehjælp 1986-1987, som ungdomsskoleleder 1987-1992 og fra 1993 som faglærer ved Grenaa Tekniske Skole.

## Politik
Kirstine Bille blev medlem af SF i 1981. Hun blev valgt til Ebeltoft Byråd i 2001 og har fra 2007 været medlem af Syddjurs Kommunalbestyrelse, hvor hun har været formand for plan-, udviklings- og kulturudvalget. Ved folketingsvalgene 2005 og 2007 var hun kandidat i hhv. Grenaakredsen og Djurskredsen.